# Іван-Шишманово
Іва́н-Шишма́ново (болг. Иван Шишманово) — село в Разградській області Болгарії. Входить до складу общини Завет.

## Населення
За даними перепису населення 2011 року у селі проживали 379 осіб.
Національний склад населення села:
| Національність   | Кількість осіб | Відсоток |
| ---------------- | -------------- | -------- |
| турки            | 330            | 96,5%    |
| болгари          | 7              | 2,0%     |
| інша             | 0              | 0%       |
| не визначились   | 0              | 0%       |
| Всього відповіли | 342            |          |

Розподіл населення за віком у 2011 році:
Динаміка населення: